# Legionella drozanskii
Espèce
Legionella drozanskii est une espèce de bactéries gram-négatives de la famille des Legionellaceae.

## Description
Les Legionella drozanskii sont des bacilles gram-négatifs qui peuvent croître sur milieu  BCYE supplémenté en L-cystéine après avoir été mis en co-culture avec une amibe hôte.

## Taxonomie
Le nom correct complet (avec auteur) de ce taxon est Legionella drozanskii Adeleke et al. 2001.

### Étymologie
L'étymologie du nom d'espèce de L. drozanskii est la suivante :dro’zan.ski.i. N.L. gen. masc. n. drozanskii, en l'honneur de Wincenty Drozanski,qui a isolé la première souche LLAP et qui a été un pionnier dans la recherche sur les LLAP.

## Habitat
Tout comme les espèces L. gresilensis, L. birminghamensis, L. feeleii, L. fairfieldensis, L. beliardensis et L. fallonii, cette bactérie peut être retrouvée comme particule infectieuse des Acanthamoeba lesquelles lui servent d'hôte pour s'y multiplier et de vecteur de propagation dans l'eau.